# ذخیره‌گاه زیست‌کره پریوسکو-تراسنی
ذخیره‌گاه زیست‌کره پریوسکو-تراسنی (به لاتین: Prioksko-Terrasny Nature Reserve) یک منطقهٔ مسکونی در روسیه است که در استان مسکو واقع شده‌است.